# Brzegówka (zwyczajna)
Brzegówka (zwyczajna), jaskółka brzegówka (Riparia riparia) – gatunek niewielkiego ptaka wędrownego z rodziny jaskółkowatych (Hirundinidae).

## Systematyka
Systematyka R. riparia jest kwestią sporną. Międzynarodowy Komitet Ornitologiczny (IOC) wyróżnia 4 podgatunki:
- Riparia riparia riparia (Linnaeus, 1758) – Ameryka Północna, Europa do środkowej Azji. Zimuje w Ameryce Południowej i Afryce.
- Riparia riparia taczanowskii Stegmann, 1925 – południowa Syberia i środkowa Mongolia do wschodniej Syberii.
- Riparia riparia ijimae (Lönnberg, 1908) – Sachalin, Wyspy Kurylskie i Japonia. Zimuje w południowo-wschodniej Azji, w tym na północnym i zachodnim Borneo oraz północnych i zachodnich Filipinach.
- Riparia riparia shelleyi (Sharpe, 1885) – Egipt (Dolina Nilu). Zimuje dalej na południe po Sudan i Erytreę.

Autorzy Handbook of the Birds of the World włączają takson taczanowskii do ijimae, ale za to wyróżniają dodatkowo 2 podgatunki:
- Riparia riparia innominata Zarudny, 1916 – południowo-wschodni Kazachstan. Zimuje w Afryce lub w południowo-zachodniej Azji lub w południowej Azji.
- Riparia riparia eilata Shirihai & Colston, 1992 – nieznane obszary lęgowe, odnotowany na przelotach w Izraelu.

Dawniej brzegówkę i brzegówkę azjatycką (R. diluta) łączono w jeden gatunek.

## Występowanie
Zamieszkuje niemal całą Eurazję (od zachodniej Europy po Pacyfik prócz krańców południowych i północnych), Maghreb i dolinę Nilu w północnej Afryce oraz Amerykę Północną. Przeloty w kwietniu-maju i sierpniu-wrześniu. Wędruje na duże dystanse. Zimuje w Afryce na południe od Sahary, Indiach, w Azji Południowo-Wschodniej oraz Ameryce Południowej.
W Polsce średnio liczny ptak lęgowy niżu, lokalnie może być liczny lub przeciwnie – nieliczny. To najmniejsza z polskich jaskółek (mniejsza od wróbla). Spotkać można ją w większości kraju, choć występuje nierównomiernie, a w górach nie pojawia się na terenach położonych wyżej niż 600 m n.p.m. Najliczniejsze populacje notuje się w dolinach rzek o naturalnym korycie, które płyną w środkowej i wschodniej części kraju, głównie Wisły, Bugu i Narwi. W niektórych odcinkach tych cieków naliczono nawet kilka tysięcy zamieszkałych norek. Bardziej znaczące populacje z zachodniej Polski występują w korytach Warty i Noteci. Parę większych kolonii znajduje się też na terenie wschodniego Górnego Śląska (największa kolonia brzegówek licząca ok. 2000 par gniazdowała kiedyś w ścianach kopalni piasku w Dąbrowie Górniczej, na terenie Zagłębia Dąbrowskiego), która w czasie wylęgu i wychowu piskląt wstrzymywała prace przy wydobywaniu piasku). Liczebność populacji lęgowej brzegówki w Polsce w latach 2013–2018 szacowano na 150–300 tysięcy par. Jesienne migracje rozciągnięte są od końca lipca do pierwszych dni października. Wtedy też obserwuje się duże koncentracje brzegówki na noclegowiskach (do kilku tysięcy sztuk). Wyjątkowo widywano je jeszcze w listopadzie, ale nie stwierdzono zimowania w kraju.

## Charakterystyka

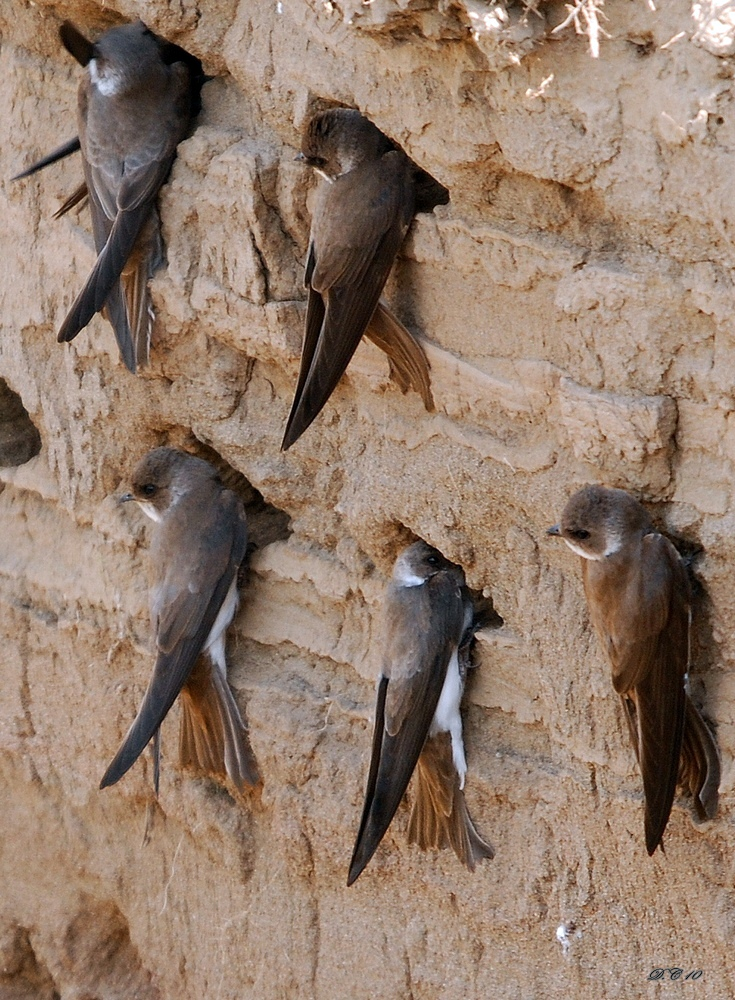
Brzegówki mogą tworzyć kolonie liczące setki osobników

### Cechy gatunku
Niewielki ptak o skromnym upierzeniu i zwartej budowie. Brak dymorfizmu płciowego. Wierzch ciała bladobrunatny, spód biały z brunatną przepaską w górnej części piersi. Gładki ogon jest lekko rozwidlony, a skrzydła wąskie, choć o szerokiej podstawie. Młode ubarwione podobnie jak osobniki dojrzałe, choć ich brązowe pióra w górnej części ciała mają żółtawe brzegi (delikatny łuskowaty wzór). Tę różnicę widać jednak tylko u ptaków z bliska, gdy trzyma się je w ręce. W porównaniu z innymi jaskółkami w ubarwieniu brzegówki dominuje szary brąz i nie ma czerni.
Lot jaskółki brzegówki jest drgający i szybki, choć nieco mniej zwinny niż u innych gatunków z rodziny Hirundinidae. Wyróżnia się gwałtownością, częstszym trzepotaniem skierowanych w tył trójkątnych, zgiętych skrzydeł, a rzadszym szybowaniem i ślizganiem. Tylko w powietrzu widać jedną z najbardziej charakterystycznych cech tego gatunku – ciemne pokrywy podskrzydłowe. Po ziemi prawie nie chodzi. Jest znacznie mniejsza od jerzyka. Towarzyskie zachowania przejawia przez cały rok.

### Wymiary średnie
długość ciała 12–13 cm
rozpiętość skrzydeł ok. 28 cm

### Masa ciała
11–20 g

### Głos
Jej głos jest cichy i niemelodyjny – to zgrzytliwe „czrrt czirr”.

## Biotop
Otwarte przestrzenie w pobliżu miejsc dogodnych do gniazdowania i założenia kolonii – koryta rzek z wysokimi, piaszczystymi brzegami. Wśród innych otwartych przestrzeni ze stromymi piaszczystymi skarpami, na których licznie występują owady, pod wpływem melioracji rzek w Środkowej Europie zasiedla też gliniaste urwiska przy drogach, głębszych rowach, strome ściany żwirowisk, piaskowni, hałd pokopalnianych, wysokich hałd piasku i żwiru, wyrobisk, wykopów, pryzm oraz kopalni gliny. Nie jest tak łatwo ją spotkać jak inne gatunki jaskółek, zwykle nie ma jej w miastach, ani nie lata wśród wiejskich gospodarstw. Tym niemniej w niektórych okolicach brzegówki wyraźnie odstępują od swych zwyczajów, co już obserwowano w I poł. XX w. m.in. w Niemczech. W kilku miastach nad Neckarem kolonie brzegówek mieściły się w obmurowanych brzegach rzeki lub w murach miejskich: ptaki wykorzystywały na gniazda szczeliny i pęknięcia murów. Podobne miejsca wybierały brzegówki w Hanowerze i Bad Karlshafen nad Wezerą, a także w Höchst, Kassel i Soden.
Większą liczbę brzegówek widuje się zwykle jesienią na żerowaniu nad jeziorami, wzdłuż dużych rzek i masowo nocujące w otaczających je trzcinowiskach.

## Okres lęgowy

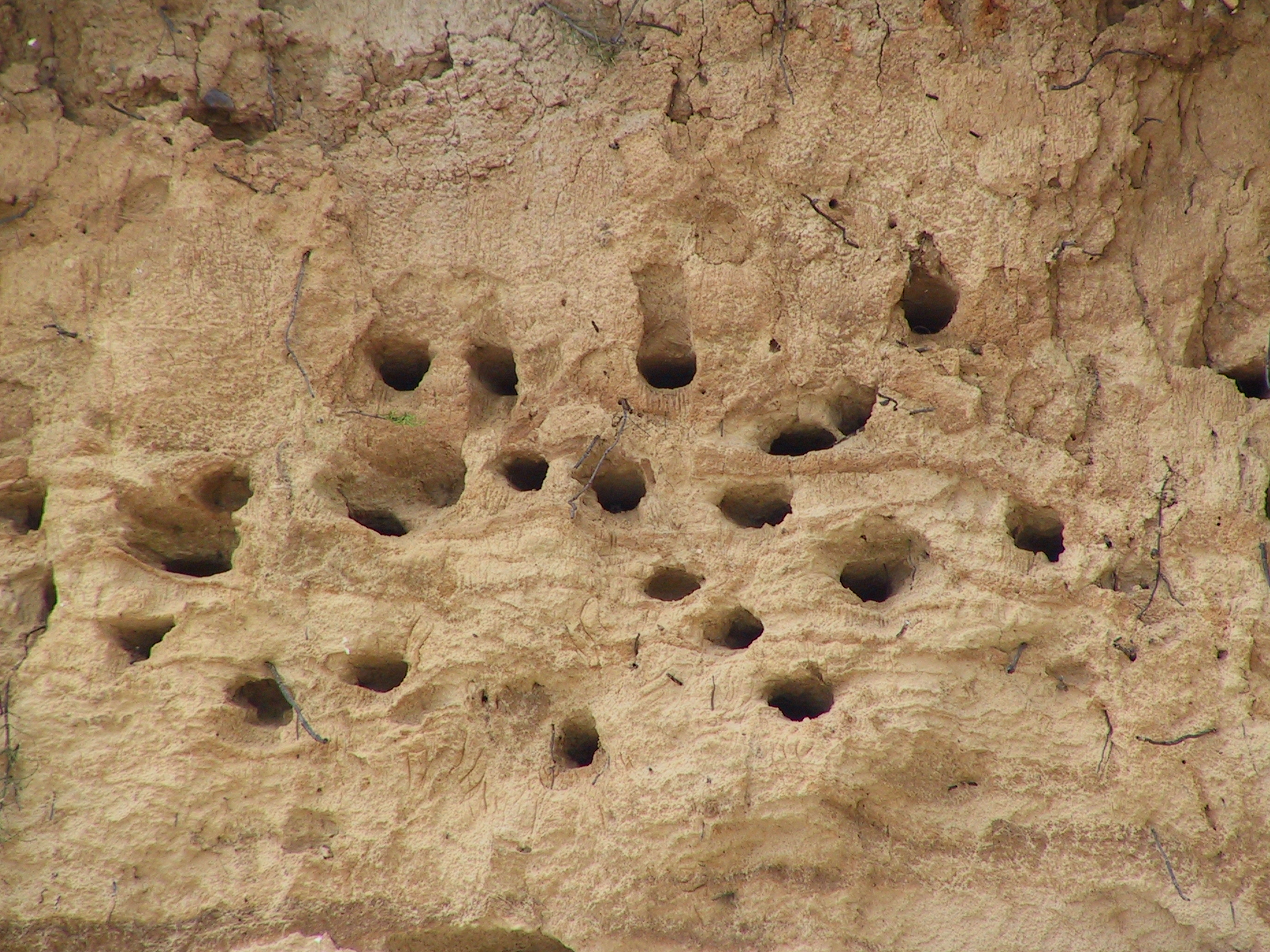
Kolonia lęgowa brzegówek

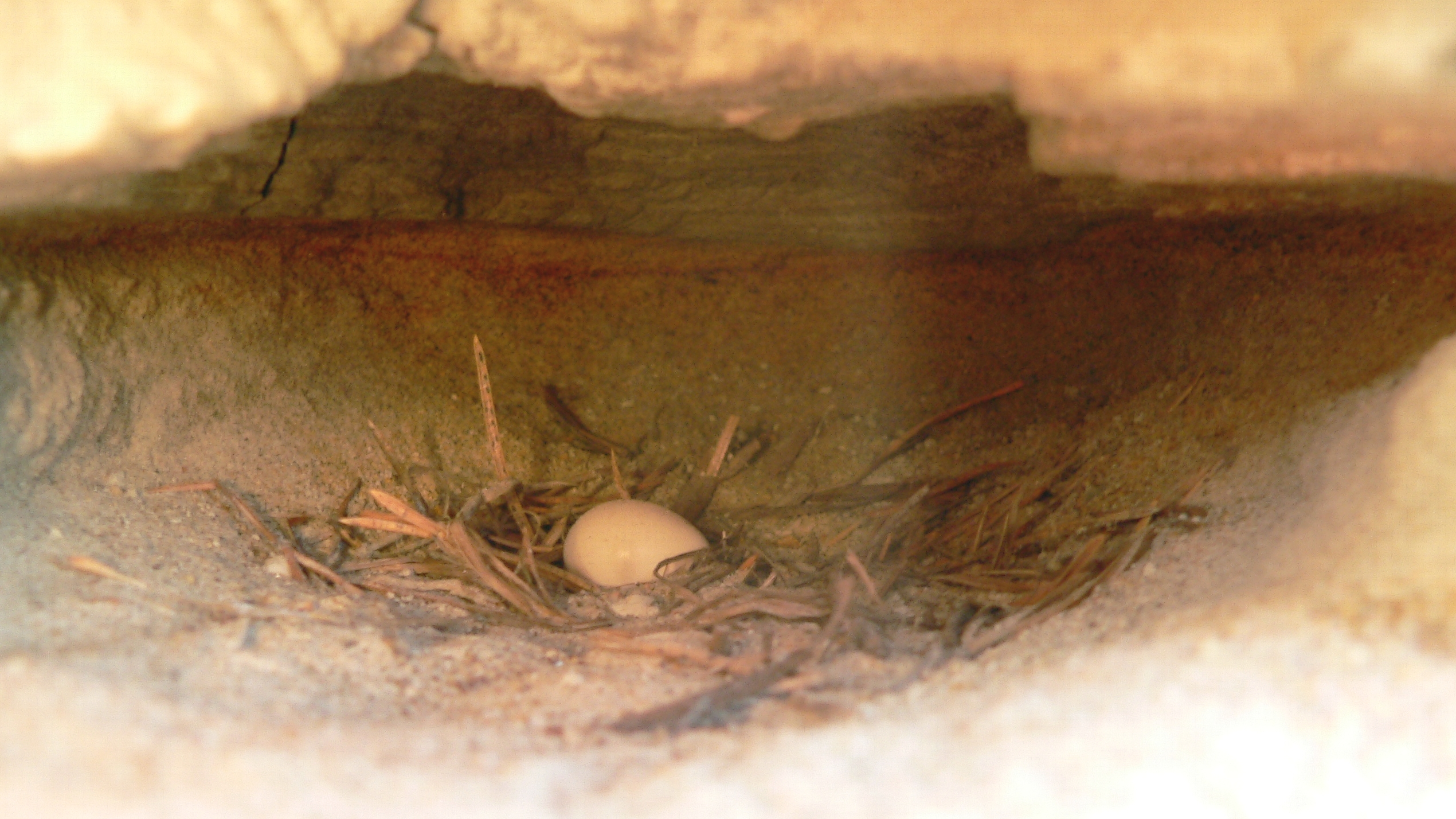
Komora z gniazdem ulokowanym na końcu piaszczystego tunelu

### Toki
W Europie Środkowej brzegówki wracają na lęgowiska w kwietniu i maju. Okres lęgowy trwa do lipca. Brzegówki nie zawsze tworzą monogamiczne pary. Samica może mieć więcej niż jednego partnera, choć potomstwem zajmuje się wraz z nią tylko jeden. Brzegówka jako doskonały kopacz samodzielnie potrafi wykopać poziomy tunel w żwirze lub piasku przy pomocy dzioba i pazurków. Ponieważ samiec wcześniej przylatuje na lęgowiska, to on najpierw wykonuje tę pracę sam. Pary dobierają się w ciągu 3–4 dni, po czym oboje partnerzy drążą kanał.

### Gniazdo
Wygrzebuje nory długie na 50–60 cm (niekiedy do 150 cm, co 12 razy przekracza długość brzegówki), o owalnych otworach wejściowych rozszerzających się przy końcu w małą komorę lęgową w kształcie kuli. Znajduje się ona zwykle w pionowych urwiskach ziemnych na wysokim brzegu rzeki, w żwirowniach, gliniankach lub śródpolnych skarpach. Wysłana jest suchą trawą i dużą ilością piór. Gniazdo może służyć ptakom przez wiele lat. Zarówno samiec, jak i samica nogami i dziobem wygrzebują norkę, która jest ukończona już po 3–4 dniach. Taki sposób gniazdowania jest rzadko spotykany wśród polskiej awifauny.
Zazwyczaj gnieździ się kolonijnie – takie koncentracje liczą często kilkanaście lub kilkadziesiąt par, choć znajdowano duże kolonie liczące 150–160 nor, zaś w Macedonii stwierdzono kolonię składającą się z ok. 400 nor. Często ulegają one zniszczeniu – rozpadają się brzegi rozmywane przez wodę albo ma to miejsce w trakcie wydobywania gliny lub piasku w cegielniach lub żwirowniach. Natomiast pojedyncze gniazda są rzadko spotykane.
Do niezajętych nor chętnie wprowadzają się wróble, pliszki siwe i bogatki.

### Jaja

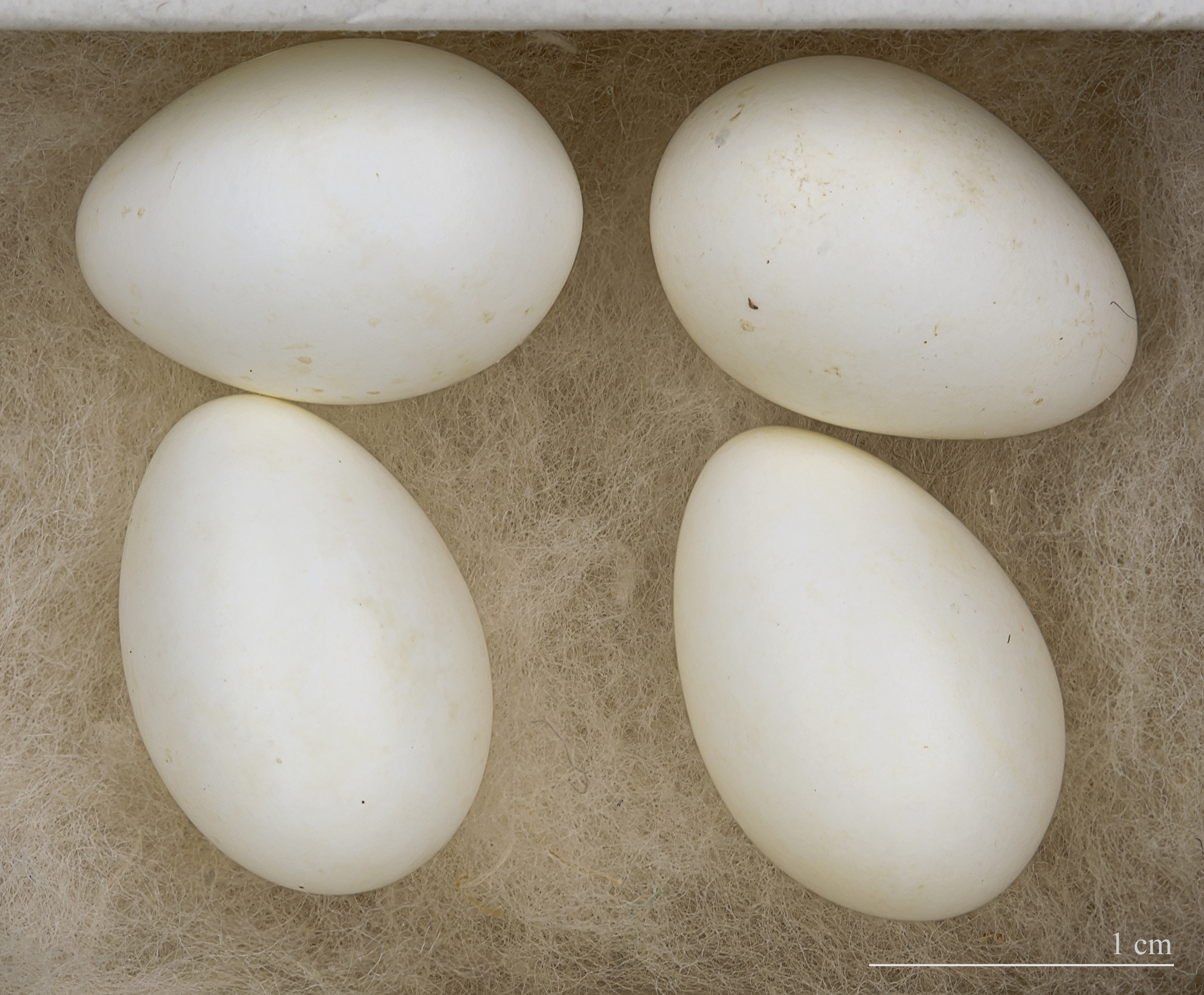
Jaja z kolekcji muzealnej

Wyprowadza jeden, dwa lęgi w roku w okresie od połowy maja do lipca. Samica znosi 5–6 czysto białych jaj.

### Wysiadywanie
Jaja wysiadywane są przez 12 do 16 dni przez obydwoje rodziców. Po wykluciu się młodych dorosłe ptaki karmią je małymi owadami łapanymi z powietrza. Na początku rodzice przynoszą pożywienie do komory lęgowej, ale później pisklęta podpełzają do wyjścia i wystawiają głowy, głośno wołając o pożywienie. Pisklęta opuszczają gniazdo po 16–22 dniach, lecz później przez długi okres wracają jeszcze do gniazda na nocleg. Po okresie lęgowym liczne stada nocują w trzcinowiskach, zwykle towarzyszą w tym czasie dymówkom. Brzegówki opuszczają kolonie w sierpniu i wrześniu, odlatując na zimowiska, które znajdują się często na tych samych terenach, co zimowiska jaskółki dymówki.

## Pożywienie

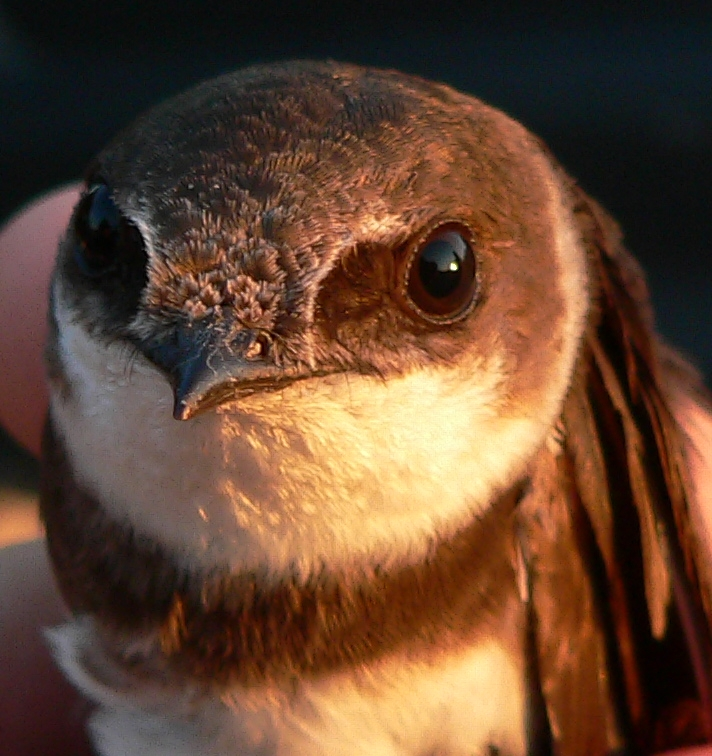
Brzegówki polują wyłącznie w locie

Drobne owady, zwykle związane ze środowiskiem wodnym, chwytane w locie.
Brzegówki żerują zwykle tuż nad kolonią lub w jej sąsiedztwie, najwyżej do kilkuset metrów od niej, ale wyłącznie w powietrzu. Tylko czasem dorosłe ptaki zapuszczają się dalej, choć starają się nie oddalać bardziej niż na kilometr. Jako ptaki społeczne łapią owady zwykle grupowo, często nad zbiornikami wodnymi. Niekiedy, lecąc, mogą chwytać zdobycz z powierzchni wody lub nawet z ziemi.

## Status i ochrona
Międzynarodowa Unia Ochrony Przyrody (IUCN) uznaje brzegówkę za gatunek najmniejszej troski (LC – Least Concern). Organizacja BirdLife International w 2015 roku szacowała liczebność populacji europejskiej (wraz z Turcją) na 3 640 000 – 8 000 000 par lęgowych. Szacuje się, że liczebność światowej populacji mieści się w przedziale 10–500 milionów dorosłych osobników. Globalny trend liczebności populacji uznawany jest za spadkowy.
Na terenie Polski gatunek ten jest objęty ścisłą ochroną gatunkową. Na Czerwonej liście ptaków Polski brzegówka została sklasyfikowana jako gatunek najmniejszej troski (LC).
Populacjom brzegówki zagrażają regulacje rzek, w wyniku których likwiduje się zakola i urwiste brzegi.